# マイク・ドイル
マイケル・ドイル（英語: Michael Doyle、1946年11月25日 - 2011年6月27日）は、イングランドの元サッカー選手。元イングランド代表。ポジションはDFまたはMF。 

## 経歴
グレーター・マンチェスターのアシュトン＝アンダー＝ライン生まれ。ストックポート・ボーイズから1962年5月にマンチェスター・シティFCの下部組織に移籍。この当時は専ら右サイドバックであったが、選手となって以降は様々なポジションをこなした。1965年3月に行われたカーディフ・シティFC戦でウィングハーフとして出場し選手初出場、その後もフォワードとして数試合出場した。しかしキャリア全体で見れば、基本的にはセンターバックとしての出場が多かった。
1970年のリーグカップ決勝では得点を決めて優勝に貢献、1976年の同大会決勝ではキャプテンマークを巻いて優勝に貢献した。マンチェスター・シティではリーグ戦448試合32得点、総計で570試合41得点を記録した他、クラブ公式誌では最も献身的なプレーヤーに選出された。

1978年6月に5万ポンドでアラン・ダーバン率いるストーク・シティFCに移籍。1978-79シーズンは46試合に出場し21試合を無失点に抑え、クラブの1部昇格に貢献した。翌シーズンの残留や1980-81シーズンの中位にもレギュラーとして貢献したが、ダーバン監督がサンダーランドAFCへと向かいリッチー・バーカーが監督に就任すると立場が急変、1982年1月にボルトン・ワンダラーズFCに移籍した。その後、ロッチデールAFCに在籍し選手を引退した。

## 代表歴
イングランドU-23代表として8試合、イングランド代表として5試合の出場経験がある。

## 選手引退後
選手引退後もマンチェスター・シティの試合を観戦し続けた他方で、大酒呑みになった。2007年にはスポーティング・チャンス・クリニックに行き一時的な禁酒に成功した。2011年6月27日、テイムサイド総合病院での数週間の治療の末、肝不全で没した。彼の所属したマンチェスター・シティ、ストーク・シティ、ボルトン・ワンダラーズの各クラブではその死に際して追悼が行われた。

## 家族
彼の息子は、彼がマンチェスター・シティで長年のチームメイトであったグリン・パードーの娘と結婚し、その二人の間に生まれたトミー・ドイルもマンチェスター・シティに在籍している。

## タイトル

### クラブ
マンチェスター・シティ
- フットボールリーグ・ファースト・デイヴィジョン: 1967-68
- フットボールリーグ・セカンド・ディヴィジョン: 1965-66
- FAカップ: 1969
- フットボールリーグカップ: 1970, 1976
- UEFAカップウィナーズカップ: 1970
- FAチャリティ・シールド: 1968, 1972

### 個人
- マンチェスター・シティ年間最優秀選手賞: 1971, 1974
- ストーク・シティ年間最優秀選手賞: 1979